# Ruy Rendón Leal
Ruy Rendón Leal (Cadereyta Jiménez, Nuevo León, 27 de octubre de 1953) es el Arzobispo de Hermosillo, Sonora, en México desde el 26 de abril de 2016.

## Biografía
Nació el 27 de octubre de 1953 en la ciudad de Cadereyta Jiménez, N.L. Sus padres fueron: el Señor Juan Rendón Vargas (+) y la Señora Enriqueta Leal Leal (+).
Fue ordenado sacerdote por José de Jesús Tirado Pedraza el 8 de septiembre de 1979 en la Basílica de la Purísima Concepción de Monterrey, N.L.
Vicario parroquial en el templo de Nuestra Señora de la Esperanza, Parroquia de Santa Ana en Monterrey, N.L. (1979-1980). 
Director espiritual del Instituto de Filosofía y prefecto de estudios del Seminario Menor de Monterrey (1980-1983). 
Vicario de la Parroquia de Nuestra Señora de Lourdes en Monterrey, N.L. (1983-1985).
Párroco de San Juan Bautista en García, N.L. (1985-1992).
En septiembre de 1992 fue enviado a Roma, Italia, donde obtuvo el título de Licenciado en Teología Bíblica por la Pontificia Universidad Gregoriana (1992-1995).
Administrador parroquial de la Parroquia de San Pedro Apóstol en Monterrey, N.L. (mayo de 1995).
Párroco de la Parroquia de San Felipe de Jesús en Monterrey, N.L. (1995-1996).
Director espiritual del Instituto de Teología del Seminario de Monterrey (1996-2005).
Otros ministerios que se le encomendaron en la arquidiócesis de Monterrey:
1)    Director de la Escuela Bíblica Arquidiocesana (1984-1989).
2)    Miembro del Consejo Presbiteral (1988-1992).
3)    Asesor del Orden de Vírgenes Consagradas en la arquidiócesis (1995-2005).
4)    Asesor de la Comisión Diocesana Pro-Seminario de la UFCM (agosto-septiembre de 2005). 
El 28 de septiembre de 2005 Su Santidad Benedicto XVI lo nombró Obispo de la Prelatura de El Salto, recibiendo la Ordenación Episcopal el 30 de noviembre del mismo año. 
El 16 de julio de 2011 Su Santidad Benedicto XVI lo nombró obispo de la diócesis de Matamoros. Tomó posesión el 3 de septiembre del mismo año.

## Publicaciones
1)    Co – autor de: “La Palabra nos congrega” y “Primer encuentro con la Palabra”, Ed. PPC.
2)    Autor de: “Derakim. Caminos de Oración”, Ed. San Pablo.

## Cargos episcopales
1)    Miembro del Sínodo de los Obispos sobre la Palabra de Dios (2008).
2)    Obispo Responsable de la Pastoral Profética (2011-2016) en la Provincia Eclesiástica de Monterrey.
En la CEM: 
1)    Suplente del Consejo Permanente de la Provincia Eclesiástica de Durango (Trienios 2006-2009 y 2009-2012).
2)    Miembro de la Comisión Episcopal ante la Universidad Pontificia de México (Trienios 2006- 2009 y 2009 -2012).
3)    Vocal de la Comisión Episcopal para el Diálogo Interreligioso y Comunión (Trienio 2012-2015).
4)    Delegado del Consejo Permanente de la Provincia Eclesiástica de Monterrey (Trienio 2015-2018)
Nombrado Arzobispo de Hermosillo por el papa Francisco el 26 de abril de 2016.